# 菰田万一郎
菰田 万一郎（こもだ まんいちろう、1882年（明治15年）11月9日 - 1939年（昭和14年）3月6日）は、日本の教育者。旧姓は早川。

## 経歴
長野県小県郡当郷（現青木村）生まれ。長野県尋常中学校上田支校（1899年（明治32年）には長野中学校上田支校に、翌1900年（明治33年）に上田中学校として独立、現・長野県上田高等学校）、同松本本校（現・長野県松本深志高等学校）を経て、旧制浦和高等学校、東京帝国大学哲学科卒業。尋常中学校の同級生に五島慶太がいた。千葉県夷隅郡中川村の菰田家の養子となる。
東京府立第二中学、旧制山口高等学校で教壇に立った後、1928年（昭和3年）文部省学務局事務官となり、翌年学生課長、調査課長を務めた。
その後は旧制松江高等学校、旧制第四高等学校で校長を務めた。

## 主著
- 『現今の実業道徳』岩波書店、1919年。
- 『最近倫理思潮』博文館、1926年。
- 『思想と自己創造』東洋図書、1929年。
- 『実業道徳精義』東洋図書、1930年。
- 『建国明治・大正・昭和勅語詔書精義』東洋図書、1930年。